# Щитонога черепаха орінокська
Щитонога черепаха орінокська (Podocnemis vogli) — вид черепах з роду Щитоногі черепахи родини Щитоногі черепахи. Інша назва «саванна щитонога черепаха».

## Опис
Загальна довжина карапаксу досягає 36 см. Спостерігається статевий диморфізм: самиці більші за самців. Голова велика. Рило роздвоєне. Ніс втоплено. Міжтім'яний щиток довгий і розділяє тім'яні щитки. Присутні підочні щитки. На підборідді є 2 вусика. Карапакс сплощений, має яйцеподібну форму. Кіль на панцирі відсутній. Ширина 2 хребетного щитка більше довжини. У задній частині карапакс гладенький. Пластрон великий.
Голова сіро-коричнева, у молодих черепах з великими жовтими плямами. Щелепи жовті, шия сіра. Колір карапакса коливається від оливкового до коричневого, у молодих особин він коричневий з темною облямівкою щитків і вузьким жовтим обідком навколо карапаксу. Пластрон і перетинка жовтуваті з темними плямами. Кінцівки мають сіре забарвлення.

## Спосіб життя
Полюбляє струмки, річки, болота, ставки, заплави та інші водойми. Харчується водними рослинами, водними безхребетними, комахами, земноводними, рибою.
Відкладання яєць відбувається з жовтня по березень. Самиця відкладає 5—20 яєць. За сезон буває 3 кладки. Яйця з тендітною шкаралупою, еліптичні, розміром 37—48x21—29 мм. Новонароджені черепашенята з'являються з кінця квітня по травень, їх розмір 43 мм.

## Розповсюдження
Мешкає у низов'ях ріки Оріноко: у Венесуелі та Колумбії.